# 蘭庭院
蘭庭院（らんていいん）は、青森県弘前市西茂森に所在する曹洞宗の寺院。西茂森町禅林街三十三ヶ寺の一つ。山号は金平山。本尊は釈迦如来。蘭庭院は院号で開基の津軽為信姉の戒名である蘭庭薫香大禅尼よりつけられる。

## 歴史
｢ 長勝寺並寺院開山世代調｣によると、創立年不詳。初めは兼平村（現在の弘前市兼平）にあり、開山は心蓮寿用、開基は津軽為信の姉である兼平綱則正室としている。
後に弘前城下に移転し、延宝6年（1678年）に8世住持の在秀が普門院の開基となる。